# Hybrid Tango
Hybrid Tango es un proyecto paralelo de la banda argentina de neo-tango Tanghetto.
Lanzado en diciembre de 2004, Hybrid Tango contiene doce pistas instrumentales en las cuales, además de mezclar música electrónica y tango, realiza una fusión con varios estilos musicales alternativos como flamenco, candombe y jazz. Los sonidos acústicos del bandoneón, el piano, la guitarra, el violonchelo y el erhu un instrumento a cuerdas chino son más predominantes en este álbum que en su álbum debut, Emigrante (electrotango). El álbum fue producido, mezclado y masterizado por Max Masri. La dirección artística por Max Masri y Diego S. Velázquez. 
El álbum fue nominado para un Grammy Latino en 2005 y alcanzó el disco de oro en Argentina.

## Lista de canciones
1. Más de lo mismo (4:57)
2. Barrio Sur (4:45)
3. Calles de Piedra (3:30)
4. Lo que nunca fue (4:30)
5. El Deseo (4:38)
6. El Duelo (3:37)
7. Tangocrisis (3:53)
8. Sombra (Shadow) (3:58)
9. La Muerte del Prejuicio (4:10)
10. El Solitario (4:31)
11. Miedo a Vivir (4:04)
12. Sálvese quien pueda (3:33)

## Intérpretes
- Max Masri: sintetizadores y programación
- Diego S. Velázquez: guitarra, sintetizadores, programación, metalófono
- Chao Xu: violoncello y erhu
- Daniel Ruggiero: bandoneón
- Matias Novelle: batería electrónica y acústica, percusión